# カラマーゾフの兄弟 (1969年の映画)
『カラマーゾフの兄弟』（カラマーゾフのきょうだい、Братья Карамазовы）は、1969年のソビエト連邦のドラマ映画。ドストエフスキーの同名小説を映画化した作品である。
イワン・プイリエフ監督が撮影中の1968年2月7日に急死したため、主演のミハイル・ウリヤーノフとキリール・ラヴロフが監督を引き継いで完成させた。それまでの同原作の映画化作品の中で最も原作に近いとされている。
第42回アカデミー賞の外国語映画賞にノミネートされた。

## キャスト
※括弧内は日本語吹替（東宝から発売された『名作・ソビエト映画』吹替版VHSに収録。）
- ドミトリイ/ミーチャ: ミハイル・ウリヤーノフ（阪脩） - カラマーゾフ家長男。
- イワン: キリール・ラヴロフ（石田太郎） - 次男。
- アリョーシャ: アンドレイ・ミヤフコフ（ロシア語版）（池水通洋） - 三男。
- フョードル: マルク・プルードキン（ロシア語版）（熊倉一雄） - ドミトリイたちの父親。
- グルーシェニカ: リオネラ・プイリエワ（ロシア語版）（松金よね子） - フョードルとドミトリイの親子を翻弄する女。
- カテリーナ: スヴェトラーナ・コルコーシコ（ロシア語版）（平井道子） - ミーチャの婚約者。
- スメルジャコフ: ワレンチン・ニクーリン（ロシア語版）（北村総一朗） - カラマーゾフ家の料理人。

## エピソード
グルーシェニカを演じたリオネラ・プイリエワはプイリエフ監督の当時の妻である。